# ام‌اوای-۲۰۰۷-بی‌ال‌جی-۱۹۲ال
ام‌اوای-۲۰۰۷-بی‌ال‌جی-۱۹۲ال یک ستاره است که در صورت فلکی کمان قرار دارد.